# 伦纳特·彼得松
伦纳特·彼得松（瑞典語：Lennart Pettersson，1951年2月1日—），瑞典男子现代五项运动员。他曾代表瑞典参加1980年夏季奥林匹克运动会现代五项比赛，获得男子团体铜牌和男子个人第七名。